# Sphedamnocarpus cuspidifolius
Sphedamnocarpus cuspidifolius är en tvåhjärtbladig växtart som beskrevs av Arenes. Sphedamnocarpus cuspidifolius ingår i släktet Sphedamnocarpus och familjen Malpighiaceae. Inga underarter finns listade i Catalogue of Life.